# Centaurea dumulosa
Centaurea dumulosa — вид квіткових рослин айстрових (Asteraceae). Ареал: Ліван, Сирія, Ізраїль, Йорданія.

## Морфологічна характеристика
Це напівкущик 15–30 см заввишки. Листя дрібне, нижні листки стебла перистороздільні, сегменти лінійно-шилуваті, верхні листки шилуваті, цілокраї. Квіткові голови малі й довгасті. Обгортка гола. Квітки трояндові. Період цвітіння: літо.

## Середовище
Населяє сухі, піщані луки.